# Zhongxinhe
Zhongxinhe (kinesiska: 中心河, 中心河乡) är en socken i Kina. Den ligger i provinsen Heilongjiang, i den nordöstra delen av landet, omkring 350 kilometer öster om provinshuvudstaden Harbin. Antalet invånare är 15 990. Befolkningen består av 7 690 kvinnor och 8 300 män. Barn under 15 år utgör 15,0 %, vuxna 15-64 år 78 %, och äldre över 65 år 6,0 %.
Genomsnittlig årsnederbörd är 747 millimeter. Den regnigaste månaden är juli, med i genomsnitt 159 mm nederbörd, och den torraste är januari, med 3 mm nederbörd.